# Dja
Pour les articles homonymes, voir Dja.
Le Dja, aussi appelé rivière Ngoko, traverse le Cameroun et le Congo (Brazzaville) et est affluent de la Sangha (elle-même affluent du fleuve Congo).

## Géographie

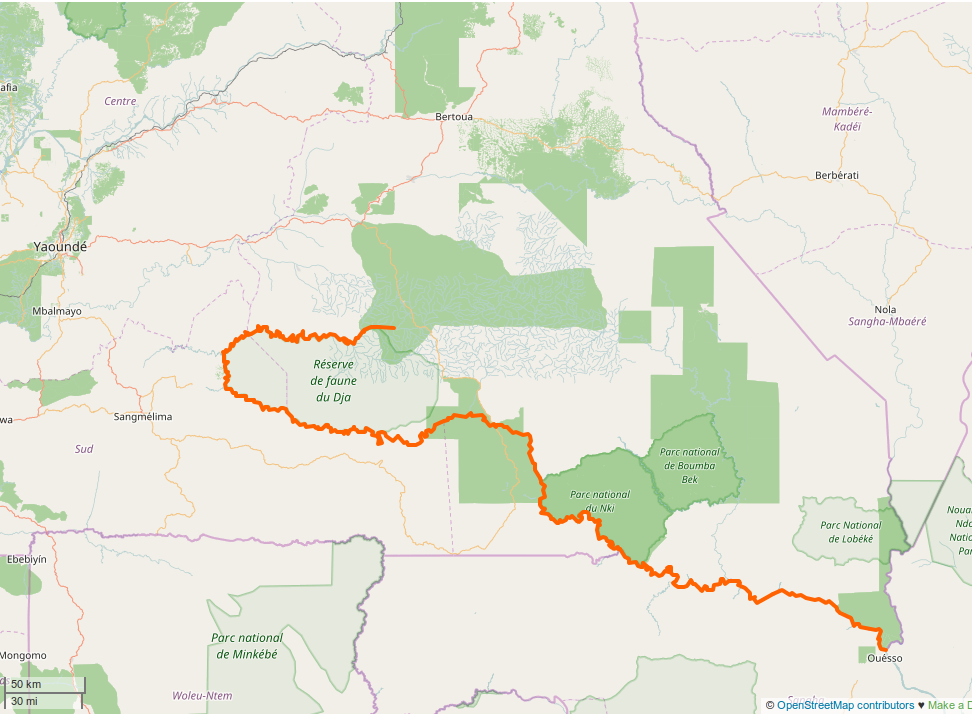

Il prend sa source au sud d'Abong-Mbang et coule jusqu'aux abords amont de Ouesso (Congo) où il conflue avec la Sangha.

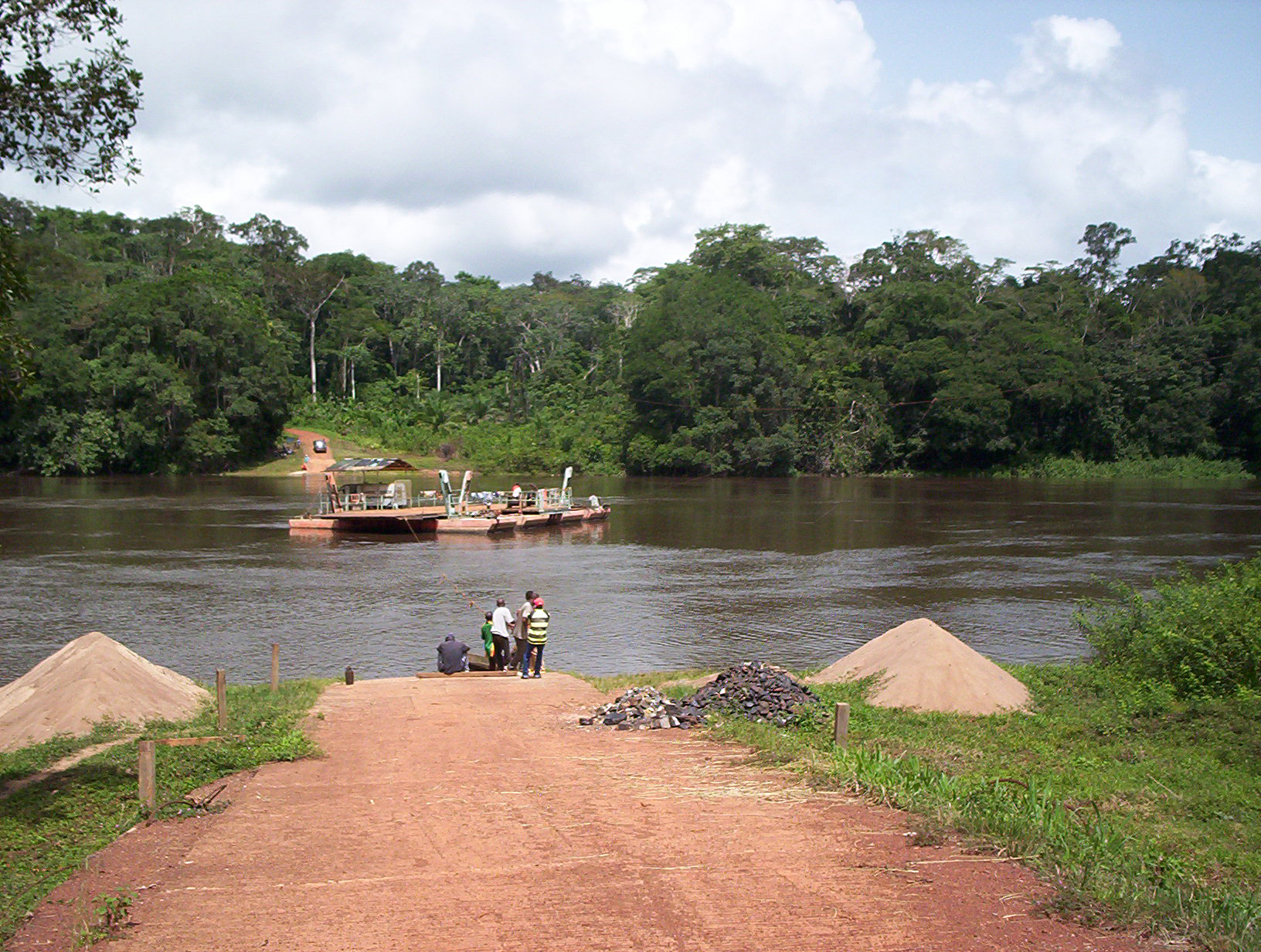
Traversée, par la route entre Lomié et Ngoila

La longueur du Dja est d'environ 720 km. Il borde la réserve du Dja (Cameroun) et devient navigable à partir de Moloundou.

## Barrage de Chollet
Une centrale hydroélectrique avec une capacité prévue de 600MW pour une hauteur de 108m (chute de 85m) sera mise en place sur la rivière. Son chantier devrait démarrer avant la fin de 2018.